# Overton (Nevada)

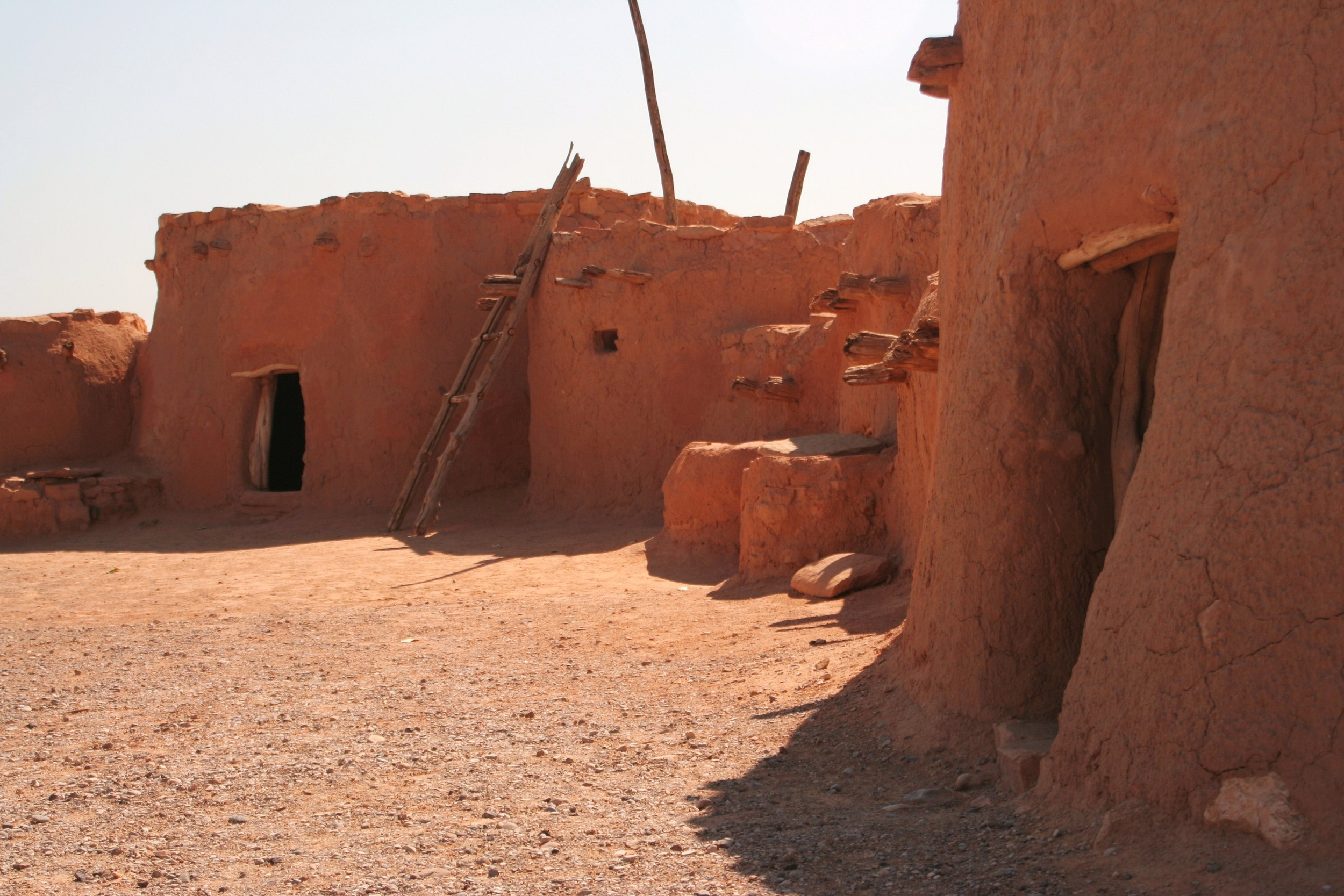
rekonstrukcja puebla w Lost City Museum

Overton – jednostka osadnicza w Stanach Zjednoczonych, w stanie Nevada, w hrabstwie Clark.
Overton leży w dolinie Moapa na północ od jeziora Mead i ok. 100 km. na północny wschód od Las Vegas na wysokości 387 m n.p.m. Liczy niewiele ponad 650 mieszkańców.
Okolice Overton i dolinę Moapa już ok. 350 lat p.n.e. zamieszkiwali Indianie Anasazi. W mieście znajduje się utworzone w 1935 r. muzeum zganionego miasta Lost City Museum, w którym prezentowane są wykopaliska z okresu Anasazi oraz rekonstrukcja puebla wykonanego z adobe.
Michael Heizer na płaskowyżu Mormona (Mormon Mesa) na północny wschód od miasta stworzył w 1969 r. Double Negative - monumentalne dzieło o długości 460 m szerokości 9 m i głębokości 15 m. Są to dwa potężne rowy po dwóch stronach naturalnego kanionu.
W 1947 w Overton zbudowano lotnisko awaryjne dla bazy lotniczej Nellis, przekształcone później na lotnisko cywilne Perkins Field Municipal Airport (FAA LID: U08). W pobliżu miasta (ok. 25 km. na południe) znajduje się także lotnisko Echo Bay Airport (FAA LID: 0L9).